# منتخب الإمارات العربية المتحدة الأولمبي لكرة القدم
منتخب الإمارات العربية المتحدة الأولمبي لكرة القدم  هو ممثل الإمارات العربية المتحدة الرسمي في المنافسات الدولية في كرة القدم في الألعاب الأولمبية
.